# Lac de Raadi
Le lac de Raadi (en estonien : Raadi järv) est un lac situé à Narva maantee 177 à Tartu en Estonie.

## Description
Le lac a une longueur de 350 m et une largeur de 175 m.
Sa superficie est de 4,6 hectares, la longueur du rivage de 924 m, et sa profondeur maximale 6,2 m
Au XVIIIe siècle, le lac était situé dans le parc du manoir de Raadi et il est toujours dans le parc qui est ouvert au public. 
Le parc a été conçu par le paysagiste allemand Peter Joseph Lenné.